# ヘンリー・レロ
サー・ヘンリー・レロ（英語: Sir Henry Lello）はイングランドの外交官・第3代在オスマン帝国イングランド大使（在任：1598年2月28日 – 1606年5月24日）。またフリート刑務所の看守、およびウェストミンスター宮殿の管理人でもあった。
レロは、オスマントルコ政府（当時イングランドでは正式に「the Sublime Porte」と言った。これはオスマン帝国のことである）の英国大使館の大使館員として時の首都コンスタンティノープルに赴いたが、元々はエドワード・バートンの秘書であった。1598年2月28日にはバートンが赤痢で死亡しているのでそれまでには彼に替わる形で大使となっている。
大使としての彼は、それまで在土英大使であるウィリアム・ハーボーン（初代）やエドワード・バートン（2代目）に比べて宮廷での人気が低く、居心地も悪かった。ある時は、メフメト3世とその母であるサフィエ・スルタンの宮廷における暴力と陰謀の大きさに衝撃を受けたと述べ、1607年には、賄賂が蔓延して経済が腐敗の度合いによって左右されるようになり、そこには宗教法も民法も存在しないと訴えた。
1606年には大使の座をトーマス・グロヴァーに譲り、1607年5月24日、コンスタンティノープルを離れた。
大使としての任期は、エリザベス1世が注文し、オルガン職人のトーマス・ダラムが製作した精巧なオルガン時計の寄贈を手配することから始まった。この寄贈は、ドイツやフランスなどのヨーロッパ諸国がオスマン帝国領内での交易権を求めてスルタンに打診していたことに対抗するためのものだった。ピアノが王室に贈られた時には後に第5代在オスマン帝国イギリス大使となるポール・ピンダーも立ち会っていたという。